# Ken'ichi Yoshida (écrivain)
Ken'ichi Yoshida (吉田 健一, Yoshida Ken'ichi, 1er avril 1912 - 3 août 1977) est un critique littéraire et écrivain japonais de l'ère Shōwa.

## Jeunesse
Yoshida naît à Tokyo, fils ainé de Shigeru Yoshida, qui est à l'époque diplomate posté à Rome (et devient plus tard premier ministre). Sa mère Yukiko, fille du comte Makino Nobuaki, quitte Tokyo peu de temps après la naissance de Ken'ichi pour rejoindre son mari, de sorte qu'il est élevé au sein de la famille Makino pendant les premières années de sa vie. Il commence à vivre avec ses parents à l'âge de six ans, quand son père est posté à Qingdao. Par la suite, il vit à Paris, Londres et Tianjin (où il étudie dans une école pour enfants britanniques) avant de revenir à Tokyo, où il est diplômé de l'école secondaire. En octobre 1930, il s'inscrit au King's College de l'Université de Cambridge, où il s'intéresse aux œuvres de William Shakespeare,  Charles Baudelaire et Jules Laforgue. Il est étudiant de Goldsworthy Lowes Dickinson, mais retourne à Tokyo en février 1931 sur les conseils de Dickinson selon qui il doit vivre au Japon s'il veut consacrer sa vie à la littérature. Au cours des années qui suivent, il étudie le français à Tokyo.  

## Carrière littéraire
Yoshida fait ses débuts d'écrivain en 1935 avec une traduction du mémorandum (Oboegaki) d'Edgar Allan Poe. Dans les années qui suivent, il traduit en japonais un certain nombre d’œuvres de la littérature française. Un article sur l’œuvre de  Laforgue, publié dans Bungakukai en janvier 1939, signale ses débuts de critique littéraire. En 1939, en compagnie de Mitsuo Nakamura et Kenkichi Yamamoto, Yoshida cofonde la revue littéraire Hihyō (批評) (littéralement « Critique(s) »), qui publient des recensions d'écrivains français et britanniques modernes. 
La production de Yoshita est abondante dans les années d'après-guerre, avec des œuvres allant de la traduction de Charles Baudelaire et de la littérature anglaise dont William Shakespeare, à la fiction avec des nouvelles et des romans. Il publie également des ouvrages plus légers tel que Saishō Onzōshi Hinkyusu (宰相御曹司貧窮す, « Le Fils aîné du Premier ministre souffre d'une extrême pauvreté »),  intitulé par son éditeur contre sa volonté, de telle sorte qu'il publie de son côté une édition privée du même ouvrage sous le titre Detarameron (出鱈目論, « Foutaises »).
Yoshida réside à Kamakura dans la préfecture de Kanagawa entre 1946 et 1953 et entretient une longue correspondance avec divers écrivains de la ville, dont Jun Ishikawa, Ōoka Shōhei, Kobayashi Hideo, Mishima Yukio et Mitsuo Nakamura. Il est lauréat du prestigieux prix Yomiuri en 1957 et 1971 et du prix Noma de littérature en 1970. 
Yoshida décède à son domicile en 1977, peu de temps après son retour d'un voyage en Europe, à l'âge de 65 ans; sa tombe se trouve au cimetière Reien Kuboyama à Yokohama.
La légende[Quoi ?] veut qu'en raison de son éducation cantabrigienne, quoique brève, Yoshida conçut en anglais plus que dans son japonais natal.

## Source de la traduction
- (en) Cet article est partiellement ou en totalité issu de l’article de Wikipédia en anglais intitulé « Ken'ichi Yoshida (literary scholar) » (voir la liste des auteurs).